# Arrondissement de Ziegenrück

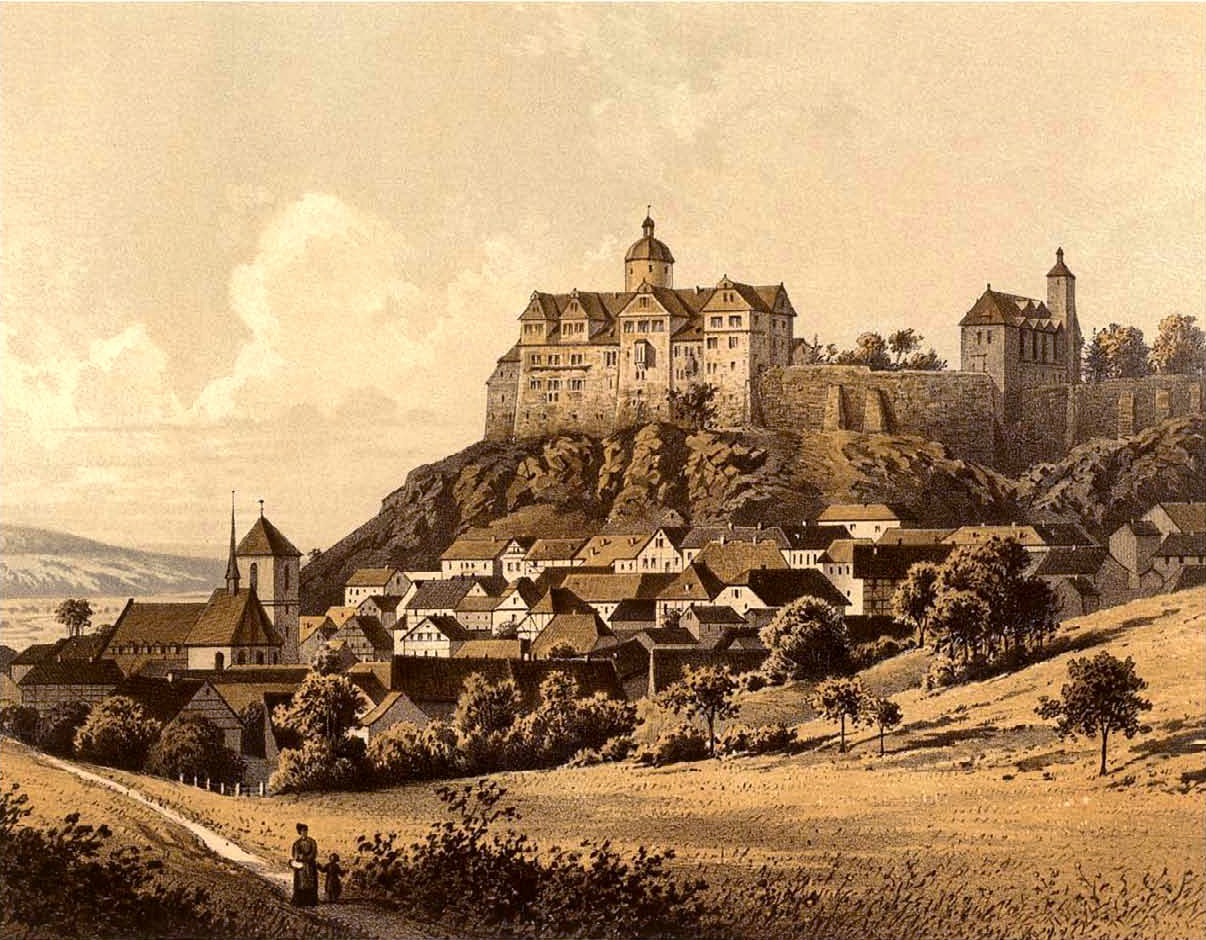
Château de Ranis, siège du bureau de l'arrondussement

L'arrondissement de Ziegenrück existe dans la province prussienne de Saxe de 1816 à 1945. Il comprend trois villes et 35 communes. De plus, il y a onze districts de domaine dans l'arrondissement jusqu'en 1929.

## Histoire

### Royaume de Prusse
Au cours des réformes administratives prussiennes après le Congrès de Vienne, les parties de l'ancien arrondissement royal saxon de Neustadt (de) qui restent avec la Prusse sont attribuées le 15 juin 1816 au district d'Erfurt dans la province de Saxe en tant qu'arrondissement de Neustadt. Le bureau de l'arrondissement est au château de Ranis.
Dans un premier temps, la Prusse s'est vu attribuer l'ensemble de l'arrondissement de Neustadt. Mais comme elle s'est engagée, dans l'article 37 de l'Acte du Congrès, à céder au grand-duc de Saxe-Weimar-Eisenach les territoires limitrophes ou voisins de la principauté de Weimar comptant au moins 50 000 habitants, la Prusse et la Saxe-Weimar-Eisenach se mettent d'accord, entre autres, sur la cession des parties orientales de l'arrondissement de Neustadt, de sorte que seul un reste, c'est-à-dire les parties occidentales des bureaux de Ziegenrück (de) (avec Ziegenrück et les croisements de la Saale) et Arnshaugk (de) (avec le zone autour de Ranis et l'enclave de Kamsdorf), sont restées avec la Prusse. Ce ne sont pas tant des motifs économiques qui poussent la Prusse à s'intéresser à cet arrondissement lointain, mais surtout des motifs militaires. Avec la possession de l'arrondissement, la Prusse a entre ses mains les importantes têtes de pont sur la Saale et la route de Franconie. Peu de temps après, avant 1820, le nom de l'arrondissement est changé en arrondissement de Ziegenrück.
Les enclaves du bureau vogtlandois (de) de Plauen (de), c'est-à-dire la ville de Gefell et les communes de Blindendorf, Sparnberg et Blankenberg sont rattachées en tant qu'exclaves à l'arrondissement prussien de Ziegenrück en 1815, qui est lui-même une exclave de la province de Saxe. À la suite de la guerre austro-prussienne perdue de 1866, l'enclave de Kaulsdorf an der Saale, qui appartenait alors au royaume de Bavière, revient à la Prusse et est affectée à l'arrondissement de Ziegenrück.

### État libre de Prusse
Le 30 septembre 1929, une réforme territoriale a lieu dans l'État libre de Prusse, dans laquelle tous les districts de domaine jusqu'alors indépendants sont dissous et attribués à des communes voisines. Après la dissolution de la province de Saxe le 1er juillet 1944, l'arrondissement continue d'appartenir à l'État de Prusse, mais est désormais - dans l'alignement des districts de défense du Reich - soumis à l'administration du gouverneur du Reich pour la Thuringe à Weimar.
En avril 1945, l'arrondissement est initialement occupé par l'armée américaine, mais tombe ensuite dans la zone d'occupation soviétique comme convenu.

### Zone d'occupation soviétique
Le 1er juillet 1945, Blankenberg, Blintendorf, Gefell et Sparnberg sont transférés à l'arrondissement de Schleiz (de) et Goßwitz, Großkamsdorf, Kaulsdorf et Kleinkamsdorf à l'arrondissement de Saalfeld (de). Le 1er octobre 1945, l'arrondissement de Ziegenrück est dissous et intégré, à l'exception de deux communes, dans l'arrondissement de Saalfeld. Seules les communes d'Eßbach et de Külmla sont rattachées à l'arrondissement de Schleiz.

## Constitution communale
Depuis le XIXe siècle, l'arrondissement de Ziegenrück est divisé en villes, en communes et en districts de domaine. Avec l'introduction de la loi constitutionnelle prussienne sur les communes du 15 décembre 1933 ainsi que le code communal allemand du 30 janvier 1935, le principe du leader est appliqué au niveau municipal. Une nouvelle constitution d'arrondissement n'est plus créée; Les règlements de l'arrondissement pour les provinces de Prusse-Orientale et Occidentale, de Brandebourg, de Poméranie, de Silésie et de Saxe du 19 mars 1881 restent applicables.

## Évolution de la démographie
| Année | Habitants | Source |
| ----- | --------- | ------ |
| 1816  | 8.112     | [ 3 ]  |
| 1843  | 12 826    | [ 4 ]  |
| 1871  | 14 823    | [ 5 ]  |
| 1890  | 15 906    | [ 6 ]  |
| 1900  | 17 400    | [ 6 ]  |
| 1910  | 19 328    | [ 6 ]  |
| 1925  | 19 457    | [ 6 ]  |
| 1933  | 20 786    | [ 6 ]  |
| 1939  | 21 414    | [ 6 ]  |

## Villes, communes et districts de domaine

### Avant 1815 appartenant au bureau de Ziegenrück
ville
- Ziegenrück

communes
- Altenbeuthen
- Bahren
- Drognitz
- Eßbach
- Gössitz
- Külmla
- Liebengrün
- Liebschütz
- Moxa
- Neidenberga
- Neuenbeuthen
- Paska
- Reitzengeschwenda

districts de domaine (jusqu'en 1929)
- Altenbeuthen
- Brandenstein
- Manoir de Külmla (de)
- Neidenberga

### Avant 1815 appartenant au bureau d'Arnshaugk
ville
- Ranis

communes
- Bodelwitz
- Dobian
- Gertewitz
- Goßwitz
- Gräfendorf
- Großkamsdorf
- Kleinkamsdorf
- Krölpa
- Oelsen
- Öpitz
- Peuschen
- Rockendorf
- Schmorda
- Seisla
- Trannroda
- Wernburg
- Wilhelmsdorf
- Zella

districts de domaine (jusqu'en 1929)
- Château de Ranis
- Gräfendorf
- Heraldshof
- Rockendorf
- Wernbourg
- Wohlsdorf

### Avant 1815 appartenant au bureau de Plauen
ville
- Gefell

communes
- Blintendorf
- Blankenberg
- Sparnberg

districts de domaine (jusqu'en 1929)
- Sparnberg

### Appartenant à la Bavière avant 1866
commune
- Kaulsdorf

## Administrateurs de l'arrondissement
- 1816–18170Albert von Breitenbauch (de)
- 1817–18230Georg Ludwig von Breitenbauch (de)[7]
- 1823–18270Georg von Stuckrad[7]
- 1827–18470Hans Antin Wilhelm von Flotow[7]
- 1847–18680Ludwig Franz von Breitenbauch (de)[7]
- 1866 00000Otto von Klewitz (de)
- 1868–1908 Arthur von Breitenbuch (de)
- 1908–1921 Georg von Erffa (de)
- 1921 00000Georg Lang von Langen (de)
- 1921–1936 Wolf von Wolffersdorff (de)
- 1936–1939 Wolfgang Geißler (de)[7]
- 1939–1941 Heinrich Bork[7]
- 1941–?000 Berk[7]